# رابرت نوئل
رابرت نوئل، (به انگلیسی: Robert Noel) (زاده ۱۲ ژوئن ۱۹۶۴) کارآفرین، بازرگان و مدیر ارشد اجرایی بریتانیایی است، که در حال حاضر به‌عنوان مدیر عامل اجرایی شرکت لند سکوریتیز فعالیت می‌کند.